# Robertsdale
Robertsdale est une ville du comté de Baldwin, dans l'État américain de l'Alabama. Sa population s'élevait à 3 782 habitants lors du recensement de 2000.

## Histoire
Robertsdale a été fondée en 1905 par la Southern Plantation Corporation chicagoane. La corporation choisit le site actuel de la ville du fait de la présence de terre fertile mais aussi parce que les chemins de fer de la Louisville and Nashville Railroad venaient d'arriver à Foley.
Le nom de la ville provient de celui d'un des officiels de la corporation, le Dr. B.F. Roberts. La ville a été incorporée en 1921.

## Géographie
Robertsdale se trouve à 30° 33' 16.034" Nord et 87° 42' 20.038" Ouest.
D'après le bureau de recensement des États-Unis, la ville couvre une superficie de 14,1 km2 dont la totalité est terrestre.

### Climat
| Mois                                  | jan.       | fév.       | mars      | avril     | mai       | juin      | jui.      | août      | sep.      | oct.      | nov.      | déc.       | année   |
| ------------------------------------- | ---------- | ---------- | --------- | --------- | --------- | --------- | --------- | --------- | --------- | --------- | --------- | ---------- | ------- |
| Température minimale moyenne (°C)     | 3,9        | 5          | 8,3       | 11,7      | 16,1      | 20        | 21,7      | 21,7      | 19,4      | 12,8      | 8,3       | 5          | 12,8    |
| Température moyenne (°C)              | 10         | 11,7       | 15        | 18,3      | 22,8      | 26,1      | 27,2      | 27,2      | 25        | 19,4      | 15        | 11,1       | 19,1    |
| Température maximale moyenne (°C)     | 16,1       | 18,3       | 21,7      | 25        | 28,9      | 31,7      | 32,8      | 32,2      | 30,6      | 26,7      | 21,7      | 17,2       | 25,2    |
| Record de froid (°C) date du record   | −16,1 1985 | −12,2 1951 | −7,8 1943 | −2,8 1940 | 5 1971    | 9,4 1984  | 12,8 1967 | 13,9 1992 | 2,8 1967  | −1,1 1952 | −7,2 1940 | −13,3 1960 | −16,1   |
| Record de chaleur (°C) date du record | 28,3 1957  | 29,4 1944  | 31,7 1939 | 34,4 1987 | 37,2 1953 | 39,4 1954 | 38,9 2000 | 40 1947   | 38,9 1954 | 36,1 1937 | 31,7 1935 | 28,3 1951  | 40      |
| Précipitations (mm)                   | 156        | 129        | 176,3     | 114       | 126,2     | 138,2     | 212,6     | 170,4     | 163,3     | 93        | 140,7     | 105,4      | 1 725,1 |

## Population et société

### Démographie
D'après le recensement de 2000, il y avait 3 782 personnes, réparties en 1 444 ménages et 1 054 familles. La densité de population était de 267,4 hab./km2. Le tissu racial de la ville étaient de 94,26 % de Blancs, 3,31 % d'Afro-Américains, 0,71 % d'Amérindiens, 0,24 % d'Asiatiques, 0,42 % d'autres races, et 1,06 % de deux races ou plus. 1,93 % de la population était hispanique ou latino.
Il y avait 1 444 ménages dont 36,4 % avaient des enfants de moins de 18 ans, 55,3 % étaient des couples mariés, 13,7 % étaient constitués d'une femme seule, et 27,0 % n'étaient pas des familles. 23,5 % des ménages étaient composés d'un seul individu, et 11,2 % d'une personne de plus de 65 ans ou plus. Les tailles moyennes d'un ménage et d'une famille sont respectivement de 2,60 personnes et 3,06 personnes.
La répartition de la population par tranche d'âge est comme suit : 28,10 % en dessous de 18 ans, 9,6 % de 18 à 24 ans, 27,7 % de 25 à 44 ans, 21,1 % de 45 à 64 ans, et 13,5 % au-dessus de 65 ans ou plus. L'âge moyen est de 34 ans.
Le revenu moyen d'un ménage dans la ville est de 33 194 dollars, et le revenu moyen d'une famille est de 39 138 dollars.
| 1930 | 1940 | 1950  | 1960  | 1970  | 1980  |
| ---- | ---- | ----- | ----- | ----- | ----- |
| 678  | 779  | 1 128 | 1 474 | 2 078 | 2 306 |

| 1990  | 2000  | 2010  | - | - | - |
| ----- | ----- | ----- | - | - | - |
| 2 401 | 3 782 | 5 276 | - | - | - |

### Éducation
La ville dispose de plusieurs écoles publiques qui sont gérées par le Baldwin County Board of Education.
La Robertsdale High School enseigne aux élèves du 9e au 12e année. La South Baldwin Center for Technology est une école spécialisée dans les mathématiques et la technologie pour les 11e et 12e grades.
Il y a une middle school, la Central Baldwin Middle School dont les classes vont du 7e au 8e grade.
Il y a trois écoles dont les classes vont du primaire au sixième grade : la Elsanor Elementary School, Robertsdale Elementary School, Rosinton Elementary School.
On dénombre également trois écoles privées : la Central Christian School (K-12), la Faith Presbyterian School (K-12e grade) et la St. Patrick School (K-8e grade).

## Culture et patrimoine
Chaque automne, la ville accueille la foire du comté de Baldwin.